# Alexeï Gan
Alexei Michajlovic Gan (en russe : Алексей Михайлович Ган), né probablement en 1893 aux environs de Moscou (Empire russe) et mort le 8 septembre 1942 à Novossibirsk, est un artiste d'avant-garde, théoricien de l'art et graphiste russe et soviétique qui a fortement influencé le théâtre et le cinéma.

## Biographie

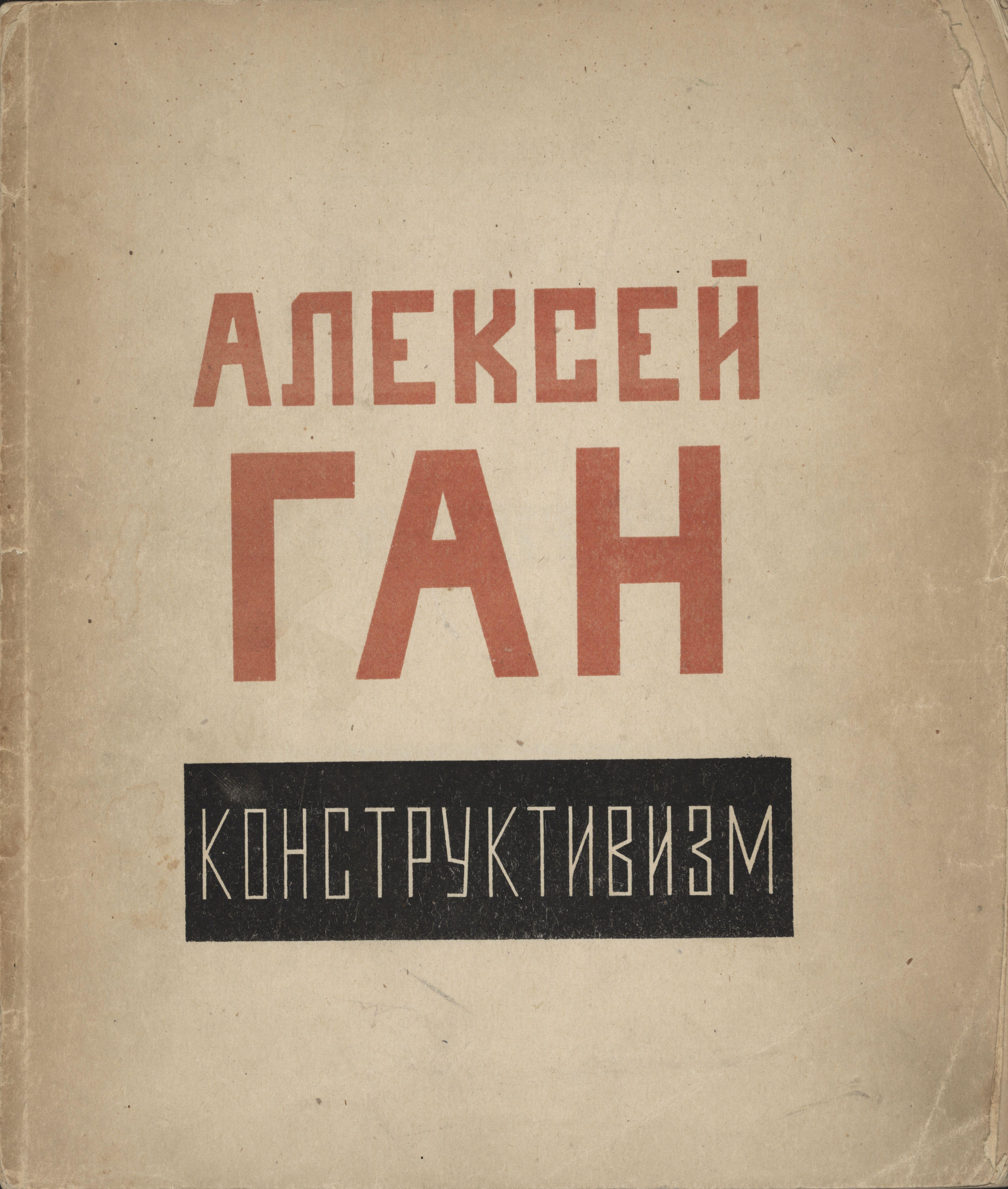
Couverture de Konstruktivizm (1922).

En tant que cofondateur du premier groupe de constructivistes et auteur du livre Konstruktivism (Constructivisme, 1922), Alexeï Gan est l'une des personnalités les plus importantes du développement du constructivisme après la révolution d'Octobre et est considéré comme un théoricien radical,.
Il édite la revue consacrée à la cinématographie Kinofoto dont six numéros seulement sortiront entre 1922 et 1923. Membre du groupe OSA il fait partie du comité de rédaction de Sovremennaïa arkhitektura (Современная архитектура), un magazine édité par OSA à Moscou en 1926-1930.